# Volleyball Club Cheseaux
Il Volleyball Club Cheseaux è una società di pallavolo femminile con sede a Cheseaux-sur-Lausanne. Milita nel massimo campionato svizzero.

## Storia
Il Volleyball Club Cheseaux nasce nel 1986. Nei primissimi anni della sua attività, scala rapidamente le categorie del campionato svizzero, fino ad arrivare nella Lega Nazionale A, in cui esordisce nel 1993. Nel 1996 sale per la prima volta sul podio, terminando il campionato come terzo classificato. Dieci anni dopo l'esordio in massima serie, nel 2003, si classifica all'ottavo posto in campionato, retrocedendo. Nel 2007 vince il campionato cadetto, la Lega Nazionale B, tornando così nella massima serie.

## Rosa 2016-2017
| N° | Nome              | Ruolo | Data di nascita   | Nazionalità sportiva |
| -- | ----------------- | ----- | ----------------- | -------------------- |
| 1  | Livia Casto       | S     | 21 settembre 1999 | Svizzera             |
| 3  | Sandrine Bornand  | S     | 6 novembre 1996   | Svizzera             |
| 4  | Nadine Bolle      | P     | 8 luglio 2000     | Svizzera             |
| 6  | Lauren Whyte      | S     | 10 febbraio 1991  | Stati Uniti          |
| 7  | Marine Hämmerli   | L     | 30 maggio 1994    | Svizzera             |
| 8  | Sandra Stocker    | C     | 26 dicembre 1987  | Svizzera             |
| 9  | Giorgia Castelli  | C     | 10 giugno 1997    | Italia               |
| 10 | Oriane Hämmerli   | P     | 30 gennaio 1996   | Svizzera             |
| 11 | Alessia Zanello   | S/O   | 6 giugno 1996     | Italia               |
| 13 | Ioanna Trezzini   | L     | 30 maggio 2000    | Svizzera             |
| 14 | Tryphosa Oseghale | S/O   | 24 aprile 1992    | Svizzera             |
| 15 | Sarah Van Rooij   | S     | 28 aprile 1991    | Svizzera             |
| 17 | Renata Schmutz    | S/O   | 27 giugno 1978    | Brasile              |